# Силосный корпус

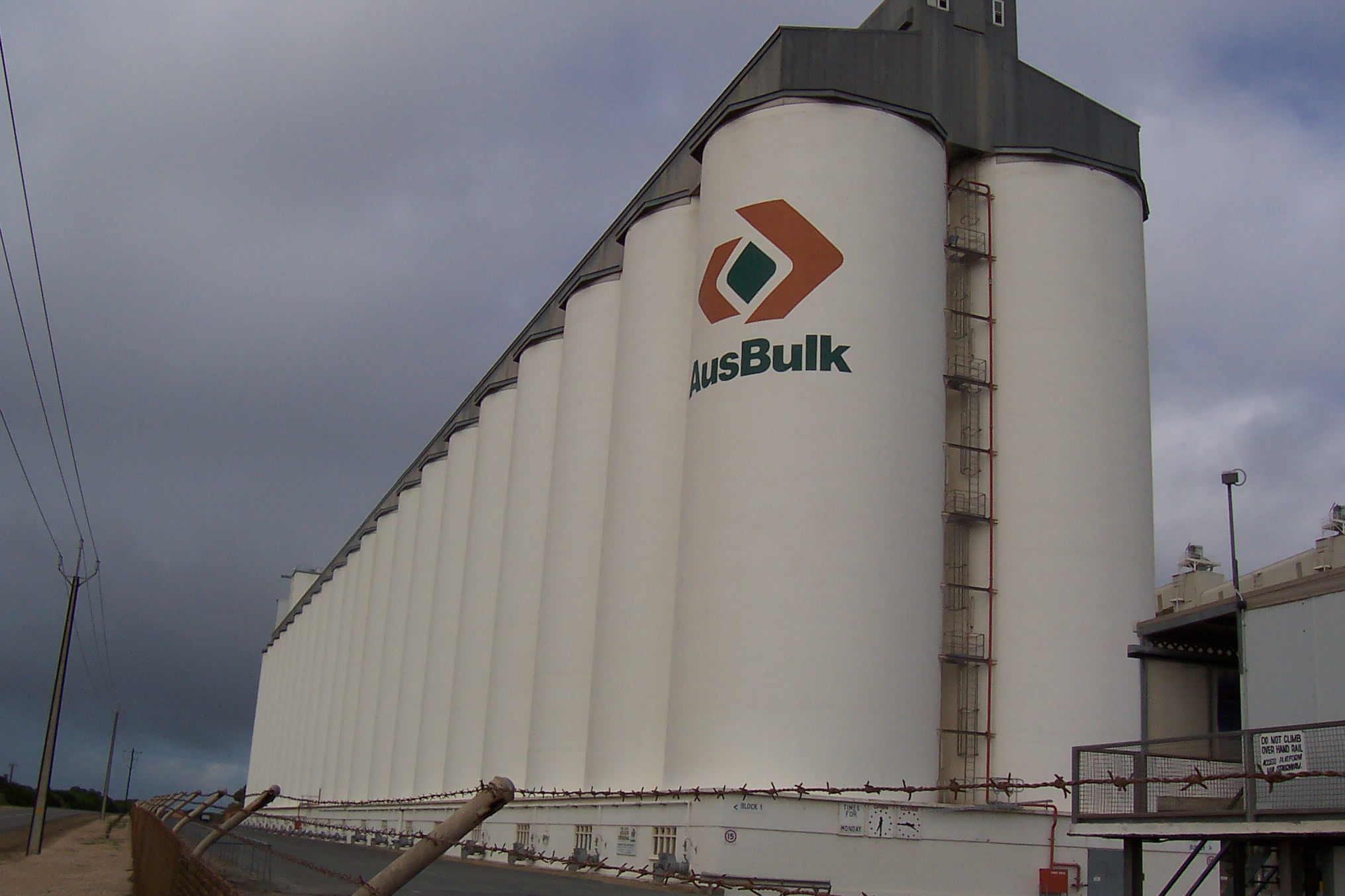
Силосный корпус в Австралии

Силосный корпус (также силкорпус) — часть элеватора, постройка, состоящая из системы силосов, снабжённая механизмами перемещения зерна.

## Описание
Силосный корпус состоит из ряда или нескольких рядов силосов — больших ёмкостей, в которых хранится зерно и зернопродукты.
Механизмы перемещения зерна состоят из транспортёрной ленты и подвижных устройств приёма/ссыпания зерна. Механизмы располагаются под и над силосами, в так называемом подсилосном этаже или надсилосном этаже.

Надсилосный этаж изнутри. На снимке видны ленточный конвейер и разгрузочная тележка. «Квадратики» — это лючки в силосах.
Зерно течет по транспортной ленте конвейера и с помощью разгрузочной тележки ссыпается в заданный силос.

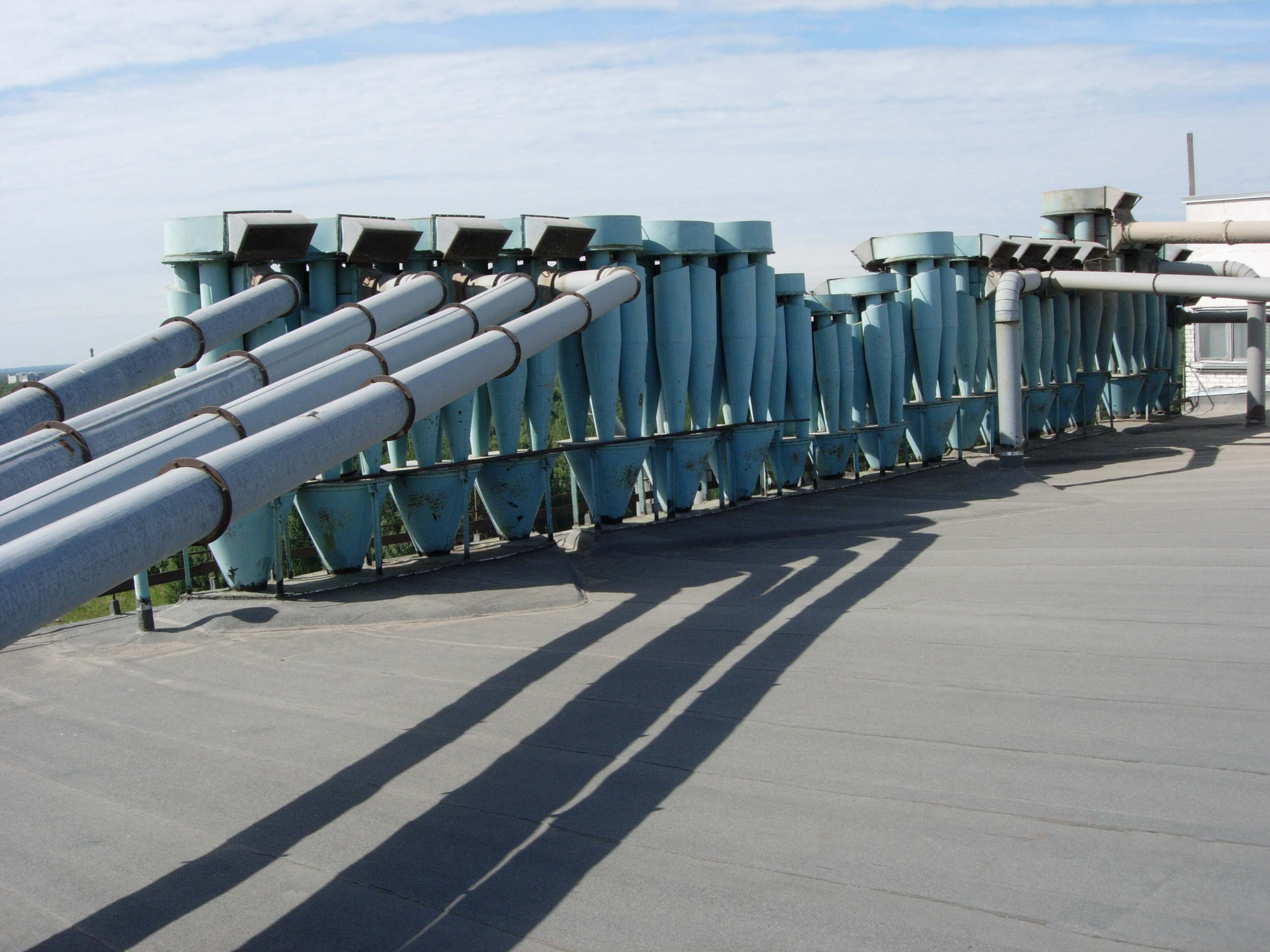
На крыше силосного корпуса.
На снимке отображены специальные устройства — циклоны.

Для управления силосным корпусом на пульт элеватора выведены органы управления, с помощью которого можно управлять потоками (маршрутами) зерна по транспортёрным лентам, нориями, пневмопроводами и просто зернопроводами, тем самым принимать, опускать или пересыпать зерно из одного силоса в другой, либо передавать в рабочую башню элеватора.
Обычно элеватор имеет 2-3 силосных корпуса, но иногда число силосных корпусов бывает 10 и больше.
В силосном корпусе может быть от 28 до 144 силосов, в каждом силосе может храниться около 600 тонн зерна.
Высота силосного корпуса обычно достигает 43 метров. Сами силосы для хранения зерна изготавливаются из высокопрочного бетона (железобетона), менее прочный бетон зерно может разрушить (вышаркать), внешние стены силосного корпуса тонкие и могут возводиться из менее прочного бетона.
В зависимости от предназначения силосные корпуса бывают тёплые и холодные.

## Интересные факты
- Оболочка семян зерна настолько жесткая, что вышаркивает металлические зернопроводы до дыр за три года;
- Если силосы в силосном корпусе забиваются или в них слёживается зернопродукт, то промышленным альпинистам приходится внутри силосов сверху бурить скважины вплоть до «воронки», а потом в проделанную скважину осыпать застрявшую массу;
- Если воздухоочистители-циклоны работают некачественно, то через некоторое время на крыше образуется толстый мягкий «ковёр» из оболочек зерна, причем зерновая пыль и влажность делают своё дело, — «ковёр» становится прочным и пластичным.